# Imed Louati
Imed Louati, né le 11 août 1993 à Sfax, est un footballeur tunisien. Il évolue au poste d'avant-centre à Al-Salmiya SC.

## Clubs
- décembre 2012-juillet 2015 : Club sportif sfaxien (Tunisie)
  - janvier-juin 2015 : Hangzhou Greentown (Chine), prêt
- juillet 2015-janvier 2017 : Hangzhou Greentown (Chine)
  - juillet-décembre 2015 : Gyeongnam Football Club (Corée du Sud), prêt
  - mars-décembre 2016 : Dalkurd FF (Suède), prêt
- janvier 2017-juillet 2019 : Vejle BK (Danemark)
- septembre 2019-juillet 2021 : Hobro IK (Danemark)
- août 2021-janvier 2022 : Étoile sportive du Sahel (Tunisie)
- février-août 2022 : Al Nasr Benghazi (Libye)
- août 2022-juillet 2023 : Al-Ittihad Tripoli (Libye)
- juillet 2023-janvier 2024 : Dalkurd FF (Suède)
- janvier-juin 2024 : Dohuk Sport Club (Irak)
- depuis juillet 2024 : Al-Salmiya SC (Koweït)

## Palmarès
- Champion de Tunisie (1) : 2013
- Coupe de la confédération (1) : 2013